# Gwendolyn Pates
Gwendolyn Pates, nome alternativo Gwendoline Pates (Dallas, 4 aprile 1891 – New York, novembre 1970), è stata un'attrice statunitense che fu attiva nel mondo del cinema dal 1911 al 1914.

## Biografia
Nata nel 1891 nel Texas, a Dallas, Gwendolyn Pates esordì nel cinema nel 1911 con A Close Call, un cortometraggio prodotto dalla Pathé Frères.
Nella sua carriera, durata tre anni (dal 1911 al 1914), prese parte a oltre una quarantina di pellicole.

## Filmografia
- A Close Call (1911)
- Billy's Marriage (1911)
- Legend of Lake Desolation (1911)
- A Puritan Courtship (1911)
- Love's Renunciation, regia di Joseph A. Golden (1911)
- The Reporter, regia di Joseph A. Golden (1911)
- A Pinch of Snuff (1911)
- The Professor's Daughters (1912)
- Poor Jimmy
- Phantom Lovers (1912)
- Jimmy's Misfortune (1912)
- Unwelcome Love (1912)
- The Fishermaid's Love Story (1912)
- The Salvationist (1912)
- 'Tis Mother! (1912)
- A Stern Destiny (1912)
- His Second Love
- An Aeroplane Love Affair - con il nome Gwendoline Pates (1912)
- Pals, regia di Joseph A. Golden  (1912)
- At the Burglar's Command (1912)
- The Striped Bathing Suit (1912)
- The Simple Life (1912)
- A Question of Age (1912)
- The Great Steeplechase
- Dynamited Love (1912)
- Starting Something
- The Elusive Kiss - con il nome Gwendoline Pates (1913)
- The Artist's Trick
- From Pen to Pick - con il nome Gwendoline Pates (1913)
- His Date with Gwendoline - con il nome Gwendoline Pates (1913)
- The Hardup Family's Bluff (1913)
- There She Goes (1913)
- An Exciting Honeymoon, regia di Leopold Wharton (1913)
- An Itinerant Wedding (1913)
- For Mayor, Bess Smith
- A Modern Garrick (1913)
- Easy Money (1913)
- The Blind Girl of Castle Guille
- The Frozen Trail
- A Clever Story
- Baseball's Peerless Leader, regia di Leopold Wharton (1913)
- The Patched Adonis (1914)
- The Gateway of Regret - con il nome Gwendoline Pates (1914)
- When Romance Came to Anne (1914)